# Zeměbranecký pluk č. 13
Zeměbranecký pluk č. 13 (německy k. k. Landwehr Infanterieregiment Nr. 13) byl součástí rakouské zeměbrany (1889–1918).

## Historie pluku
Zeměbrana byla součást vojska (společné armády), skládající se ze stálé armády odvedených branců, kteří jsou dnes označováni jako základní (prezenční) služba, a aktivních záložníků. V Rakousko-Uhersku byla zeměbrana rozdělena na rakouskou a uherskou.
Nařízením z 21. března 1917 byly zeměbranecké pluky přejmenovány na střelecké, takže zeměbranecký pluk se dále uvádí jako střelecký (nebo i „střelecký pěší“) pluk č. 13 (Schutzenregiment Nr. 13).

## 1. světová válka
Na začátku první světové války měl tři prapory a patřil do sestavy 46. zeměbranecké divize, do níž patřily: 92. zeměbranecká pěší brigáda (13. zeměbranecký pěší pluk Olomouc, 15. zeměbranecký pěší pluk Opava), 91. pěší brigáda (31. zeměbranecký pěší pluk Těšín, 16. zeměbranecký pěší pluk Krakov, 32. zeměbranecký pěší pluk Nowy Sacz).

### 1914
- 23. – 25. srpna: bitva u Krašniku, boje u Lublinu (27. srpna – 9. září)
- říjen–listopad: boje u Krakova

### 1915
- prosinec 1914 až březen 1915: poziční boje na Nidě
- květen: bitva u Gorlice a boje u Klimontówa
- po bojích u Klimontówa postup k Visle
- červenec: přesun do východní Haliče, postup do ruského Polska. Boje u Sokalu
- září: boje u Dubna
- říjen 1915: stabilizace východní fronty

### 1916
- říjen 1915 až květen 1916: nebyly výrazné boje
- od 4. června do 20. září: Brusilovova ofenzíva

### 1917
V zimě 1916/1917 probíhaly poziční boje na Styru. Při klidu na východní frontě se vojsko soustředilo na výcvik a seznamování s novými technickými a taktickými prostředky.
- přelom června a července 1917: začátek Kerenského ofenzívy

### 1918
- konec února 1918: pluk přesunut ke Lvovu
- 20. března 1918: přesun 46. střelecké divize na italskou frontu a účast v bitvě na Piavě
- 17. června 1918: boje u San Dona di Piave
- 24. října: bitva u Vittorio Veneta
- 4. listopadu: zajetí pluku u Cervignana

### Velitelé pluku
- 29.11.1914 plk. Emil Wank
- 30.11.1914 – 28.2.1915 pplk. Josef Dokoupil
- 28.2.1915 – 27.9.1915 plk. Štěpán Majewski
- 28.9.1915 – 18.6.1916 pplk. František Špringensfeld
- 18.6.1916 – 20.7.1916 pplk. Josef Dokoupil
- 21.7.1916 – 30.7.1916 kpt. Josef Harra (přechodný velitel)
- 31.7.1916 – 16.10.1916 mjr. Jindřich Willital
- 17.10.1916 – 26.8.1918 plk. Vilém Markart
- 27.8.1918 – 4.11.1918 mjr. Josef Harra